# San Sebastiano (Francesco Botticini)
San Sebastiano è un dipinto a tempera su tavola (141,1x66,7 cm) di Francesco Botticini (già attribuita ad Andrea del Castagno), databile a dopo il 1473-1474 e conservata, dal 1948, al Metropolitan Museum of Art di New York.
L'opera potrebbe essere stata realizzata poco dopo il famoso San Sebastiano di Botticelli, oggi alla Gemäldegalerie di Berlino; non v'è dubbio che il Botticini abbia avuto come modello la tavola botticelliana.

## Galleria d'immagini

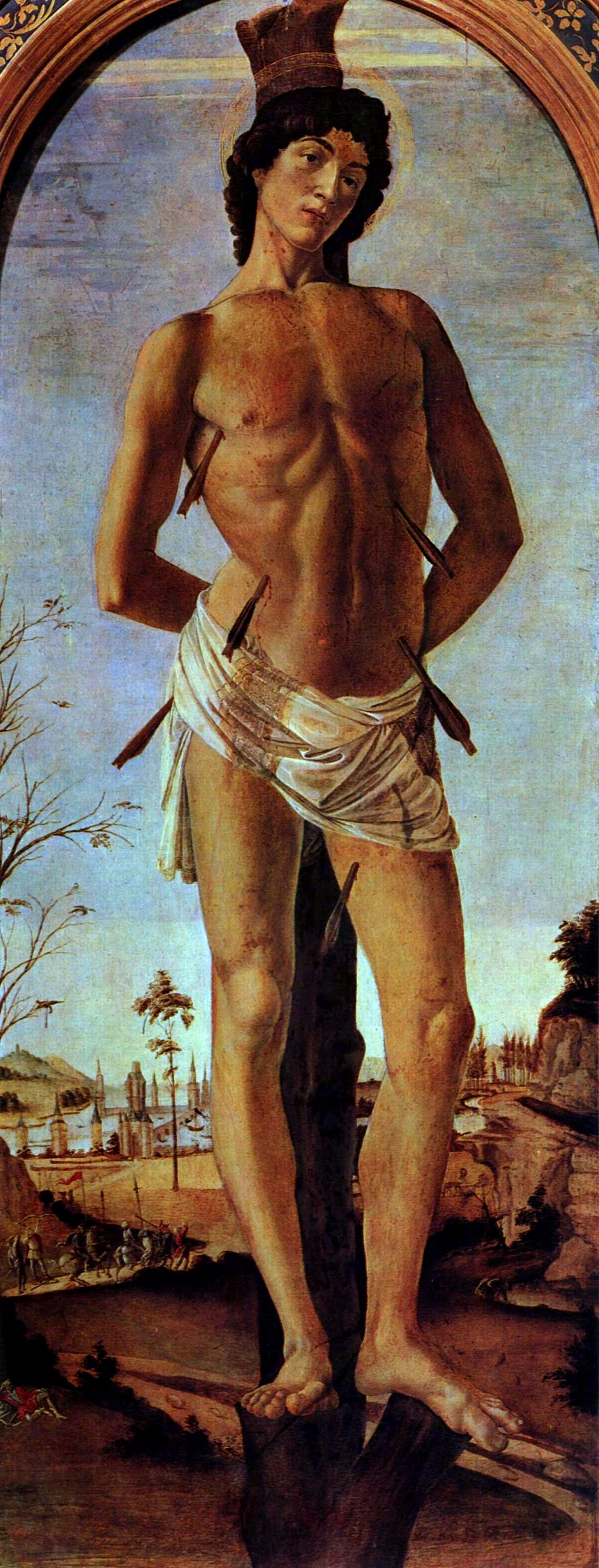
Sandro Botticelli, San Sebastiano, Berlino, Gemäldegalerie